# Marriott Internacional
A Marriott International é uma empresa multinacional americana que opera, franqueia e licencia marcas de hospedagem que incluem propriedades hoteleiras, residenciais e de timeshare. A Marriott International possui mais de 30 marcas de hotéis e timeshare com 8.785 locais e 1.597.380 quartos em toda a sua rede. A empresa foi fundada por J. Willard Marriott (1900-1985) e sua esposa Alice Marriott (1907-2000).
Em 2016, adquiriu a Starwood Hotels & Resorts, se tornando a maior empresa hoteleira do mundo.

## Histórico

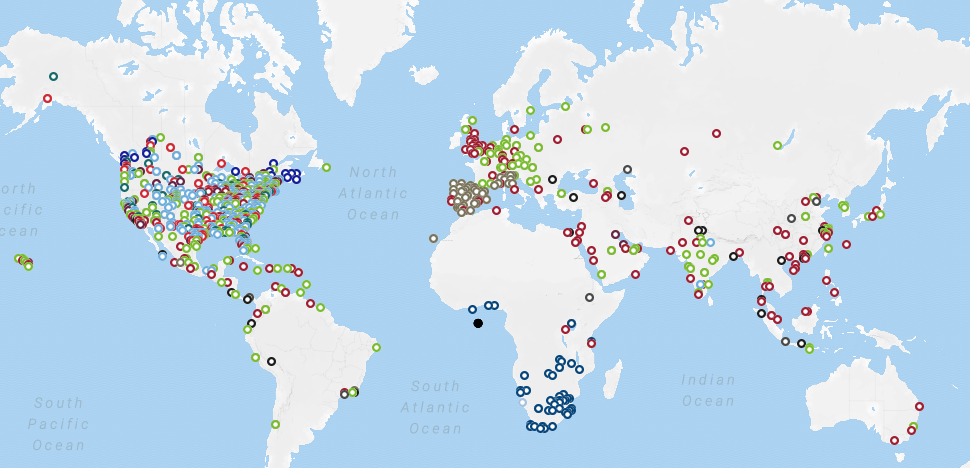
Locais com rede de Hotéis da Marriott International

## Propriedades Marriott no Brasil

### Pernambuco
- Sheraton Reserva do Paiva Hotel & Convention Center

### Alagoas
- Kenoa Exclusive Beach Spa & Resort, a Member of Design Hotels™

### Rio de Janeiro
- JW Marriott Hotel Rio de Janeiro
- Sheraton Grand Rio Hotel and Resort
- Courtyard Rio de Janeiro/Barra da Tijuca
- Residence Inn Rio de Janeiro Barra da Tijuca

### São Paulo
- JW Marriott Hotel São Paulo
- Renaissance São Paulo Hotel
- Marriott Executive Apartments São Paulo
- São Paulo Airport Marriott Hotel
- Sheraton Santos
- Sheraton São Paulo WTC Hotel

### Rio Grande do Sul
- AC Hotel Spa do Vinho (Bento Gonçalves)
- Sheraton Porto Alegre Hotel

### Espírito Santo
- Sheraton Vitoria Hotel

### Paraná
- Fairfield by Marriott Curitiba Afonso Pena Airport
- Four Points by Sheraton Curitiba

### Bahia
- St. Regis Hotels & Resorts Salvador (em breve)

## Galeria

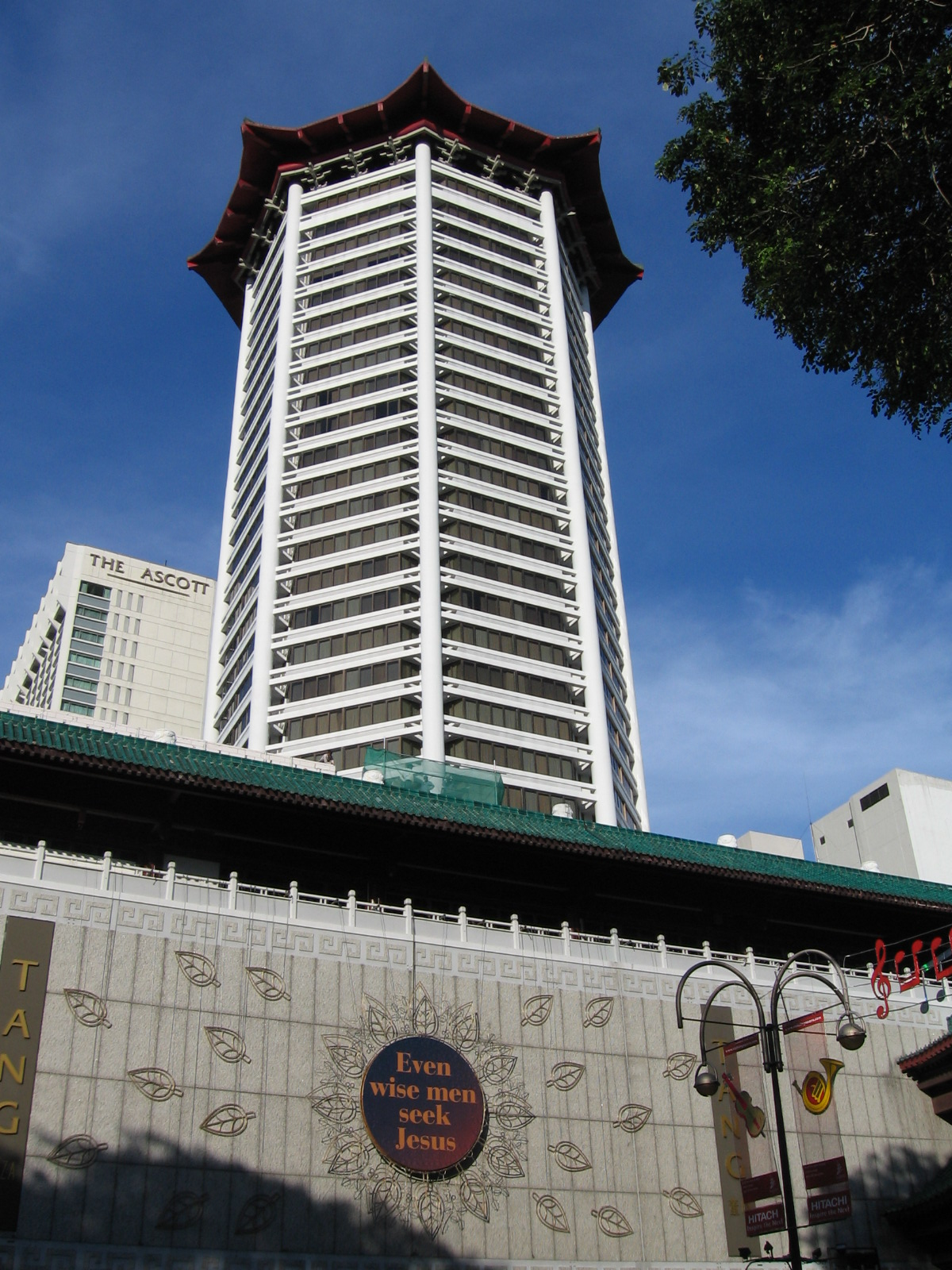
Hotel Marriott em Singapura
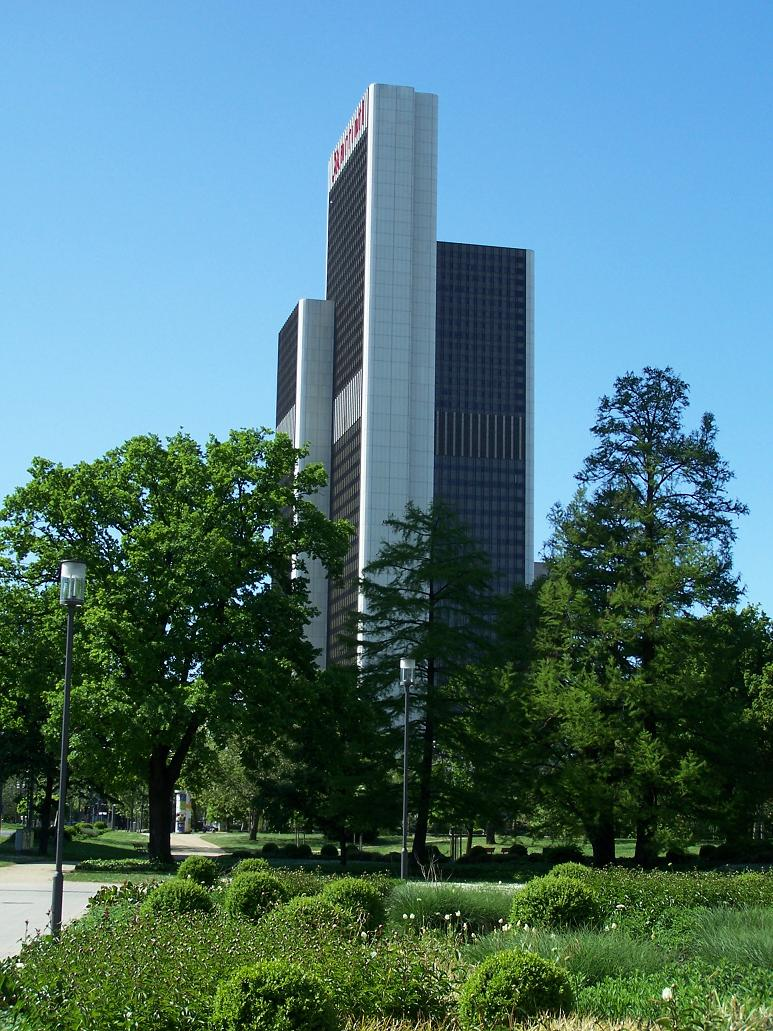
Hotel Marriott em Frankfurt, Alemanha
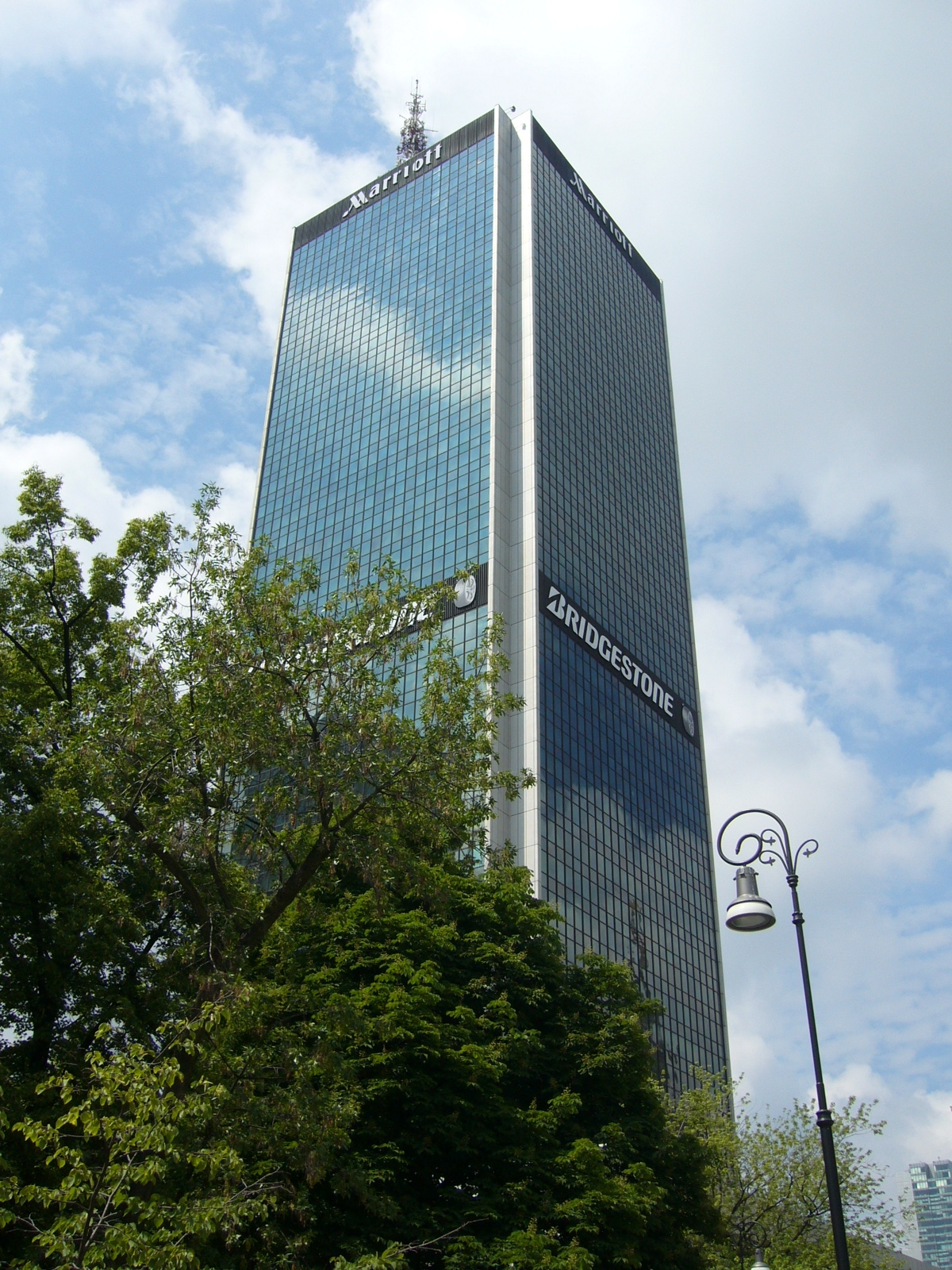
Hotel Marriott em Varsóvia, Polônia
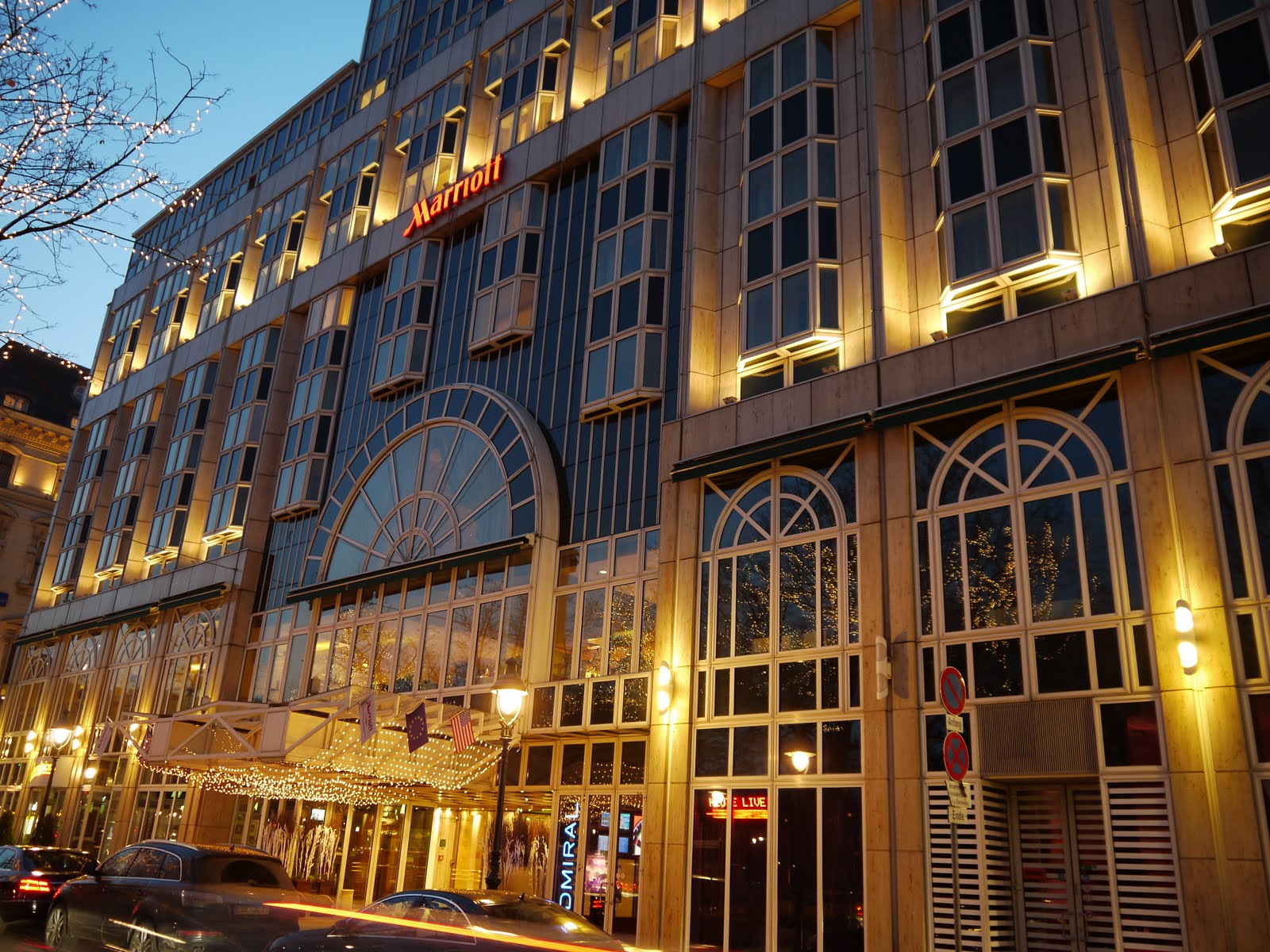
Hotel Marriott em Viena, Áustria
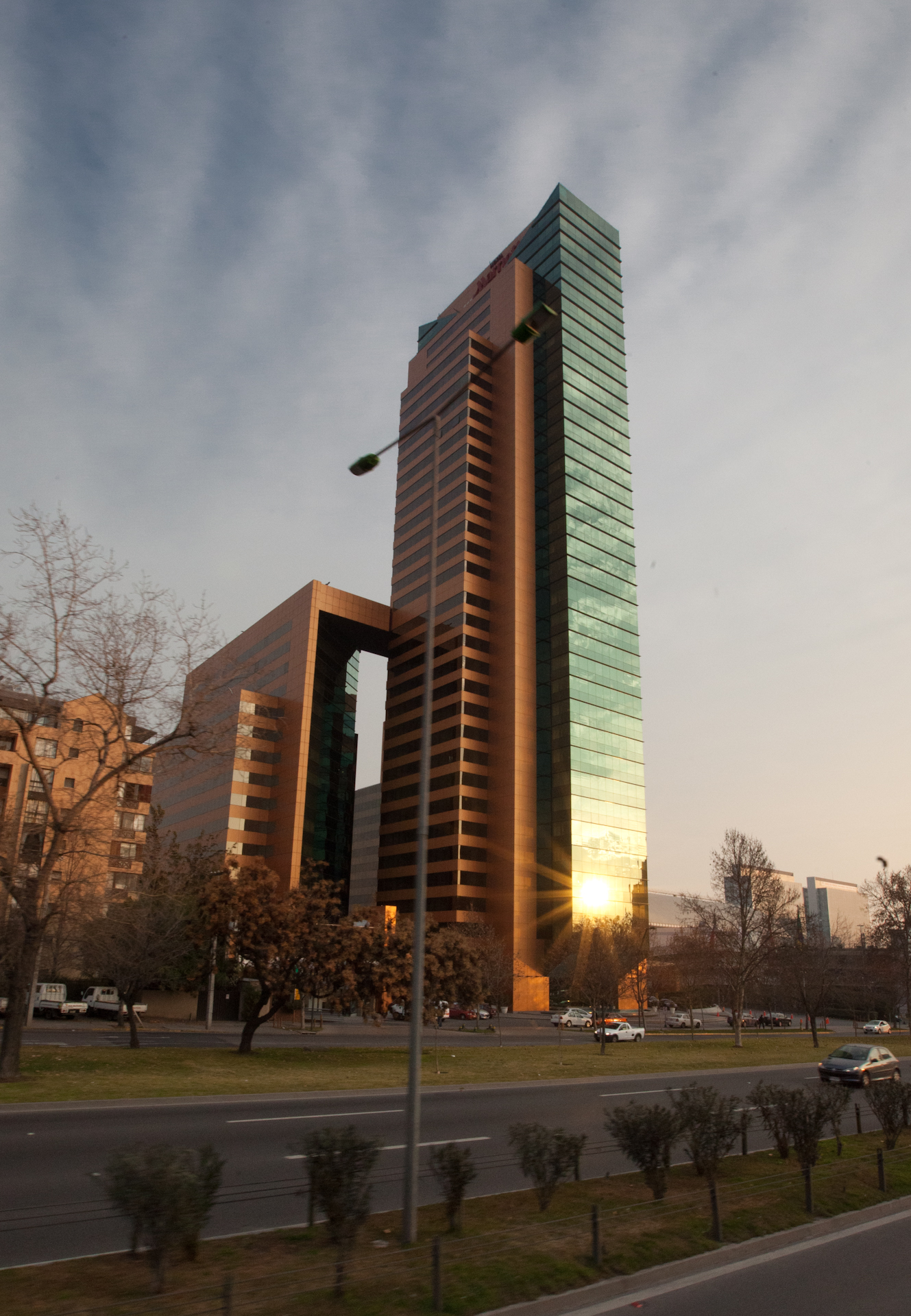
Hotel Marriott em Santiago, Chile
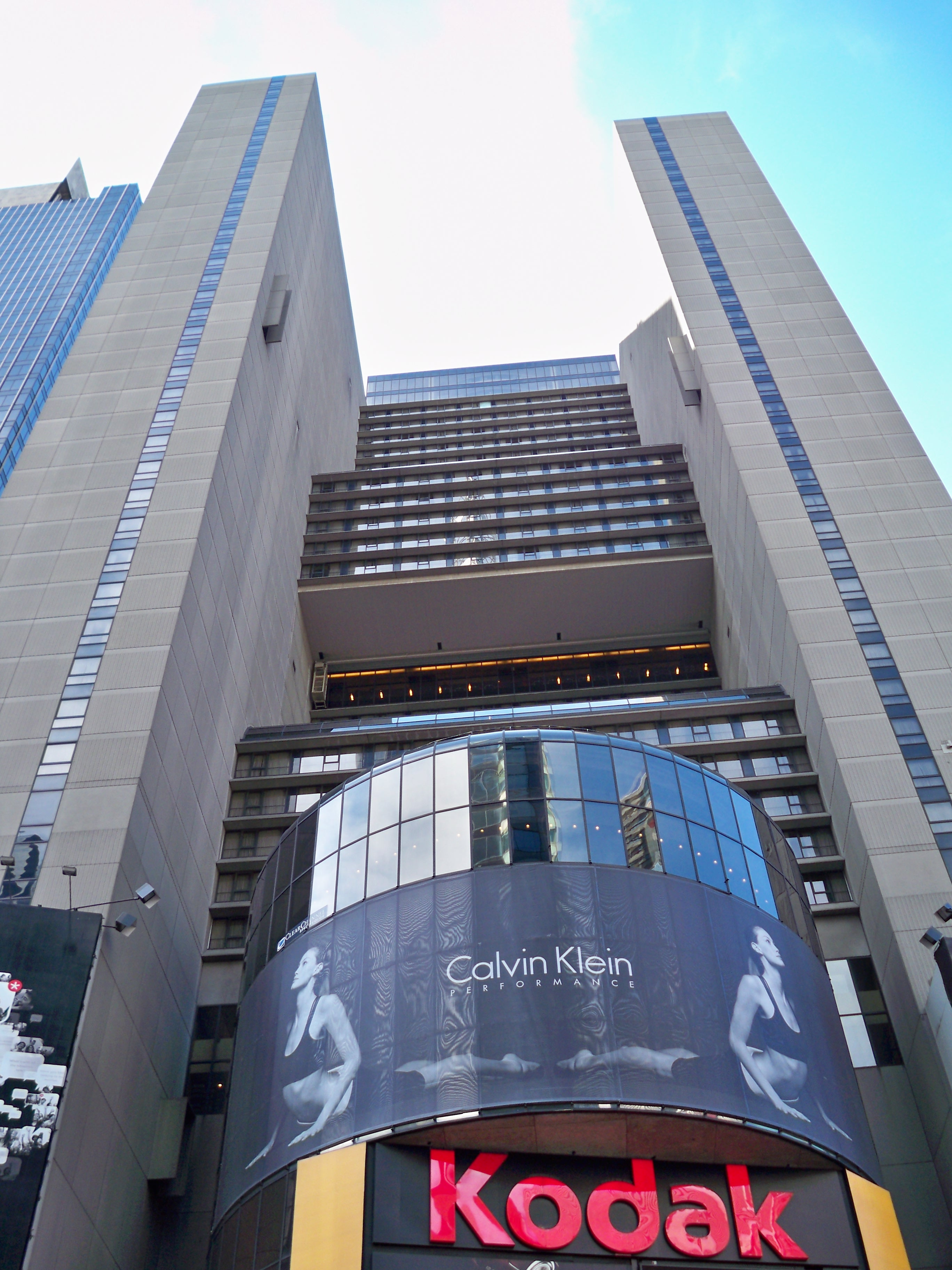
Hotel Marriott em Nova York, Estados Unidos
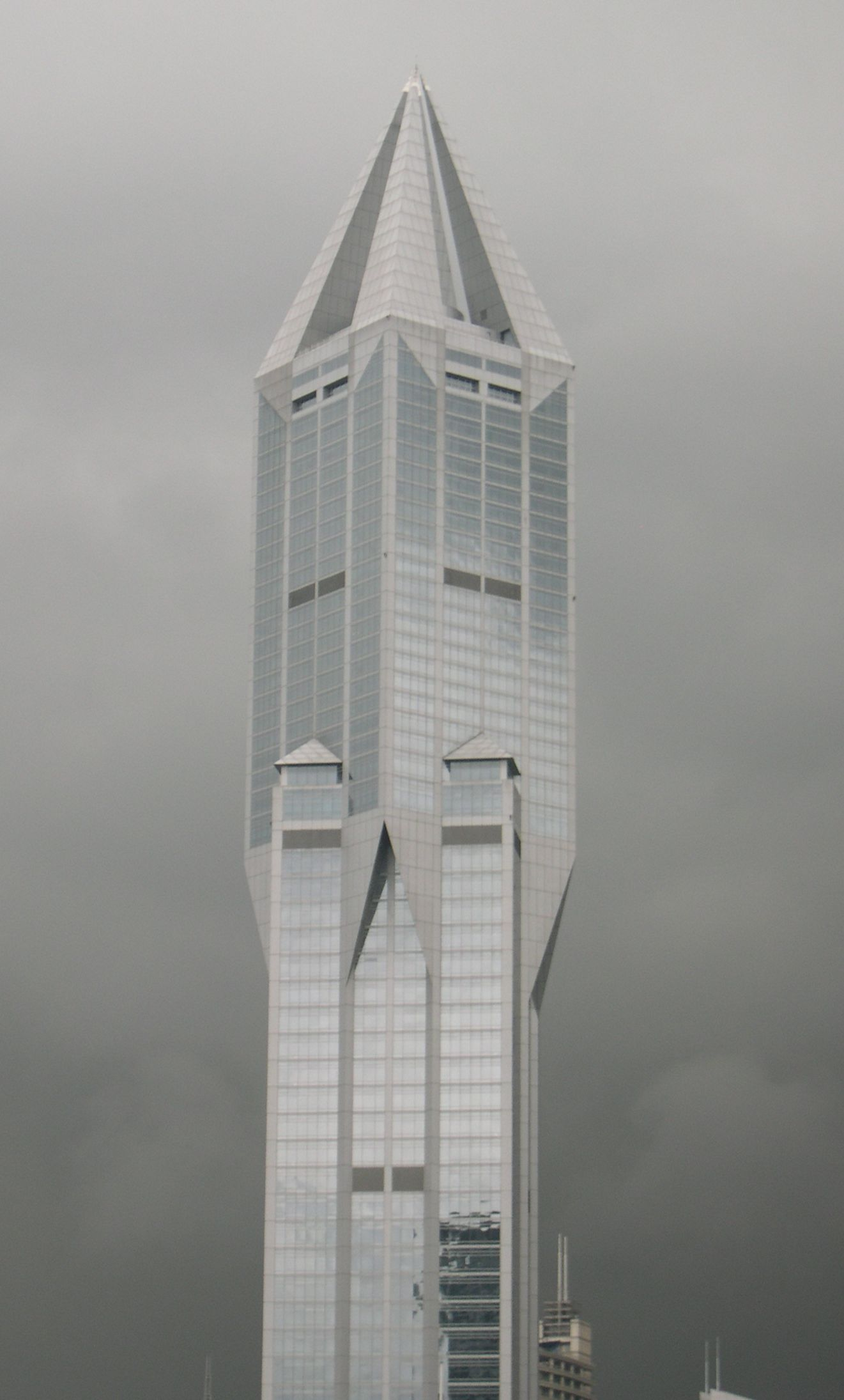
Hotel Marriott em Xangai, China
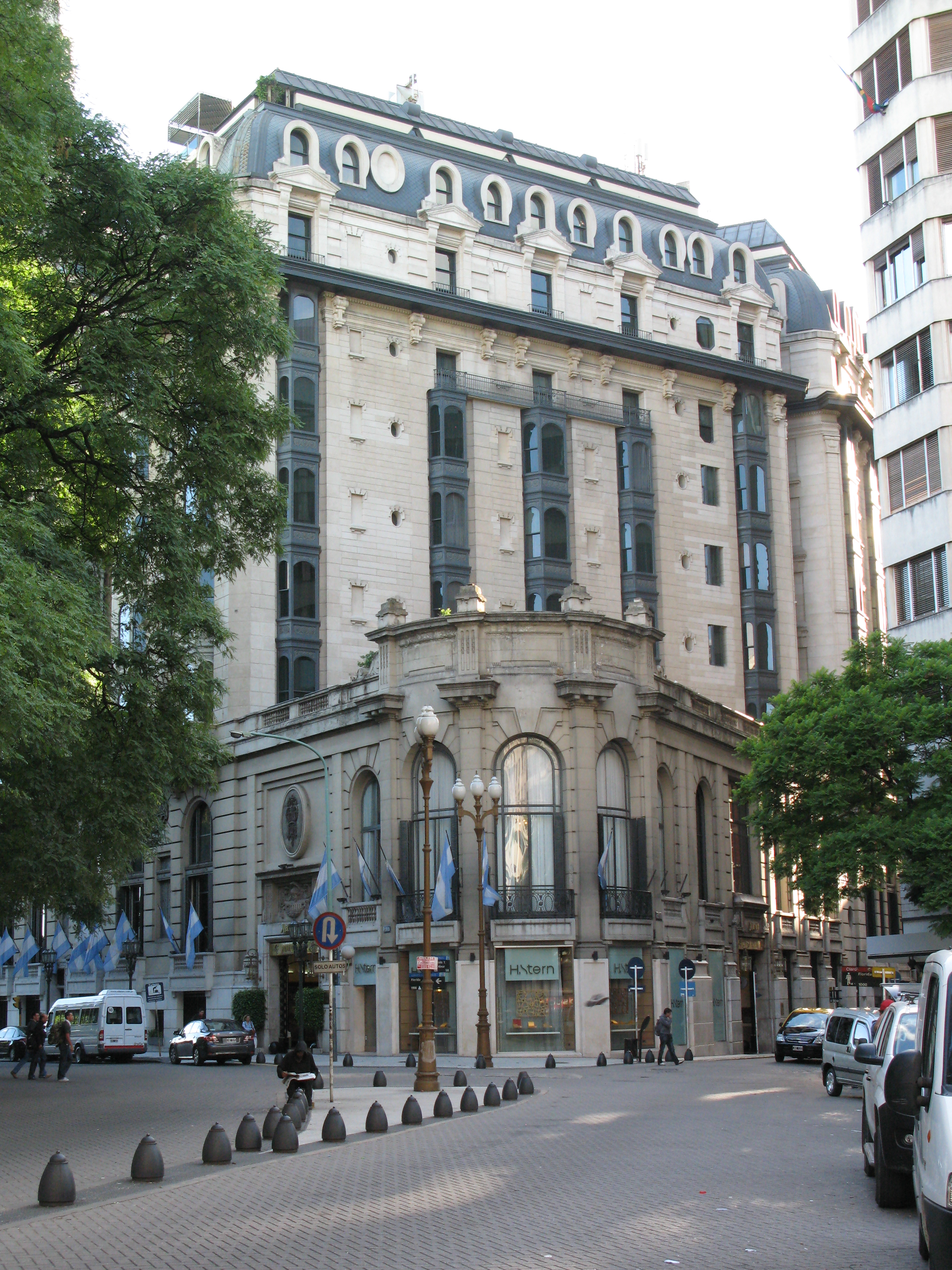
Hotel Marriott em Buenos Aires, Argentina
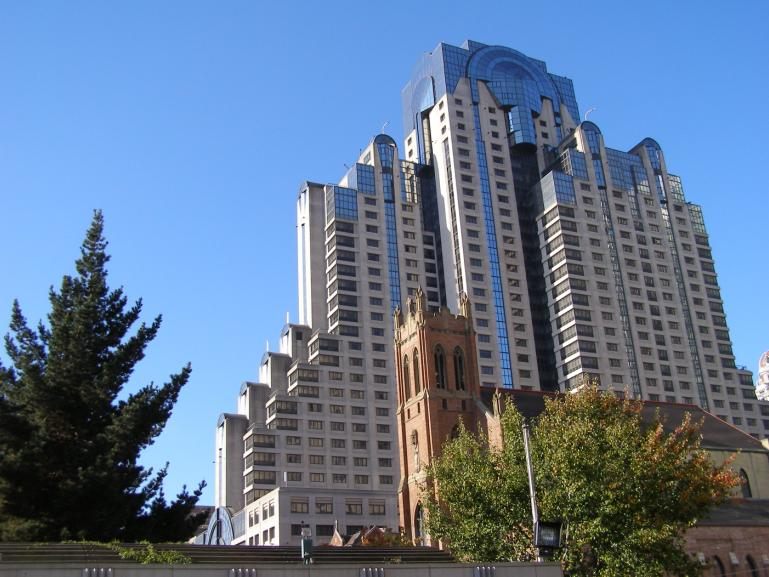
Hotel Marriott em São Francisco, Estados Unidos
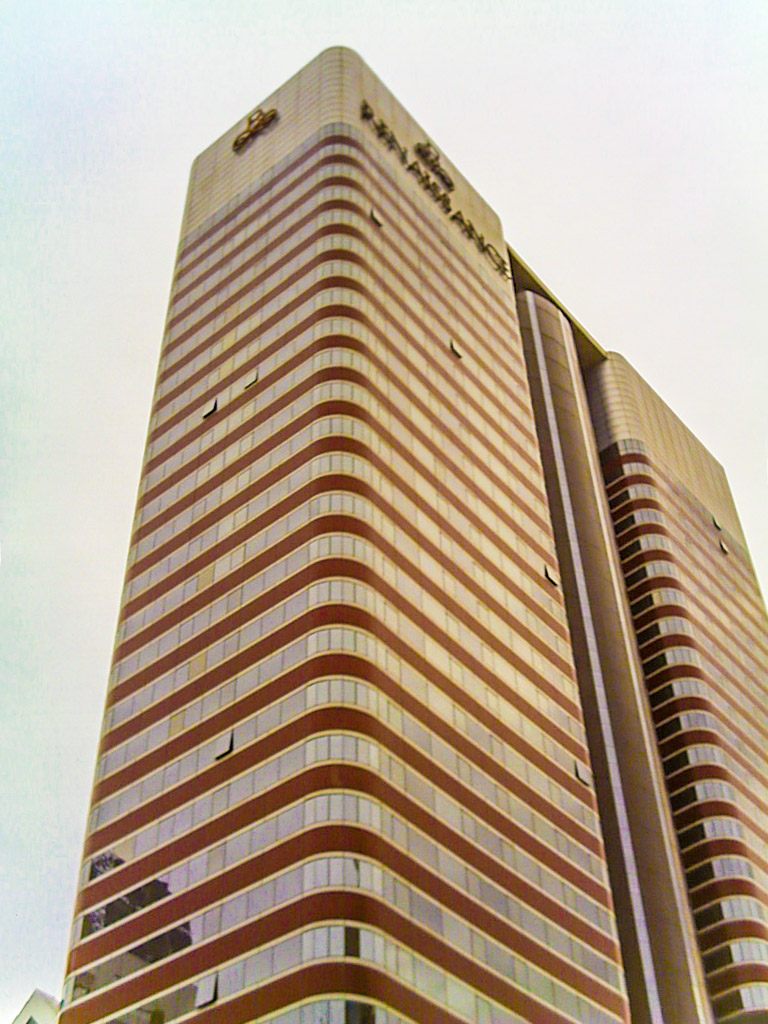
Hotel Renaissance da rede Marriott em São Paulo, Brasil
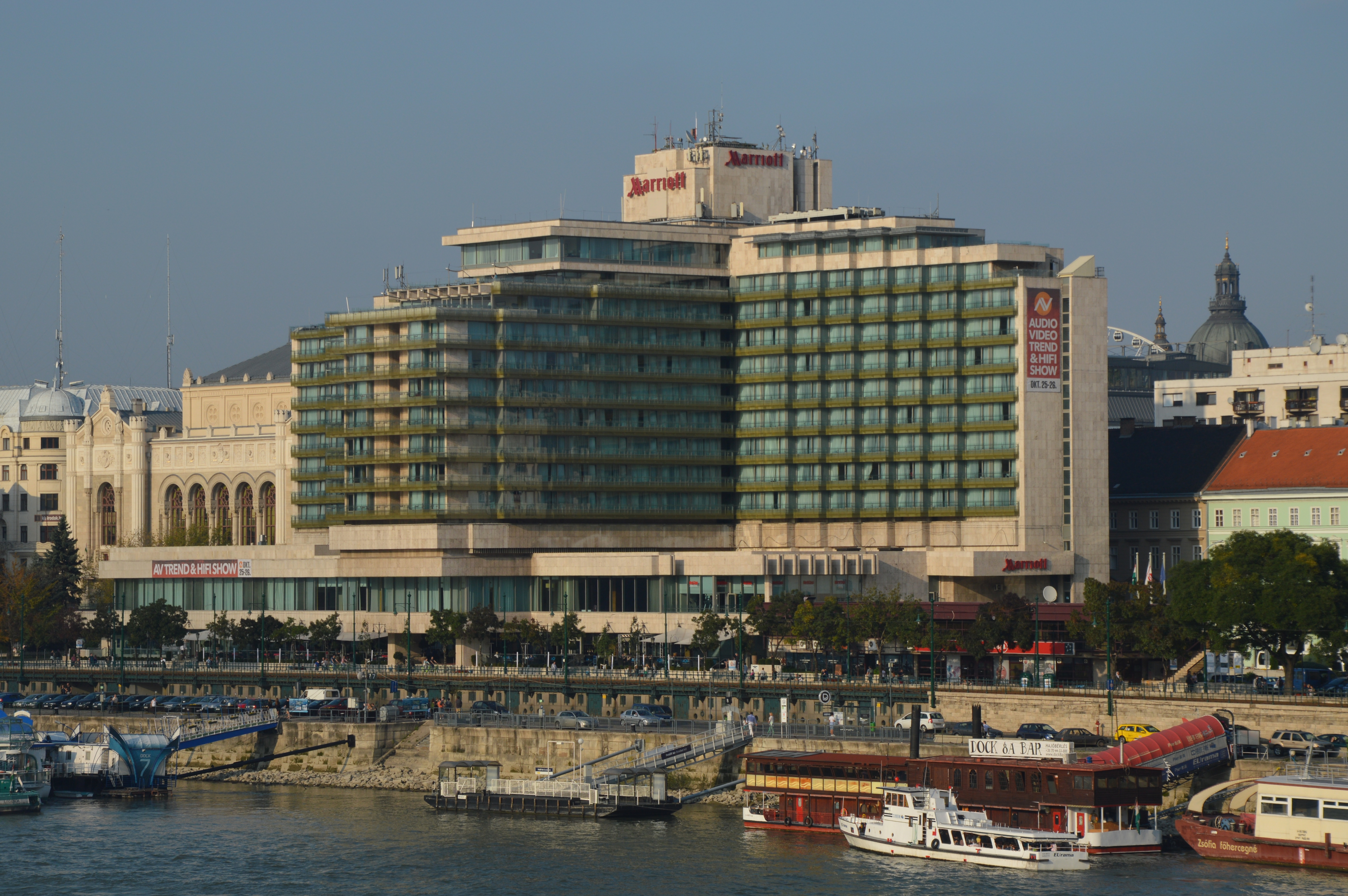
Hotel Marriott em Budapeste, Hungria
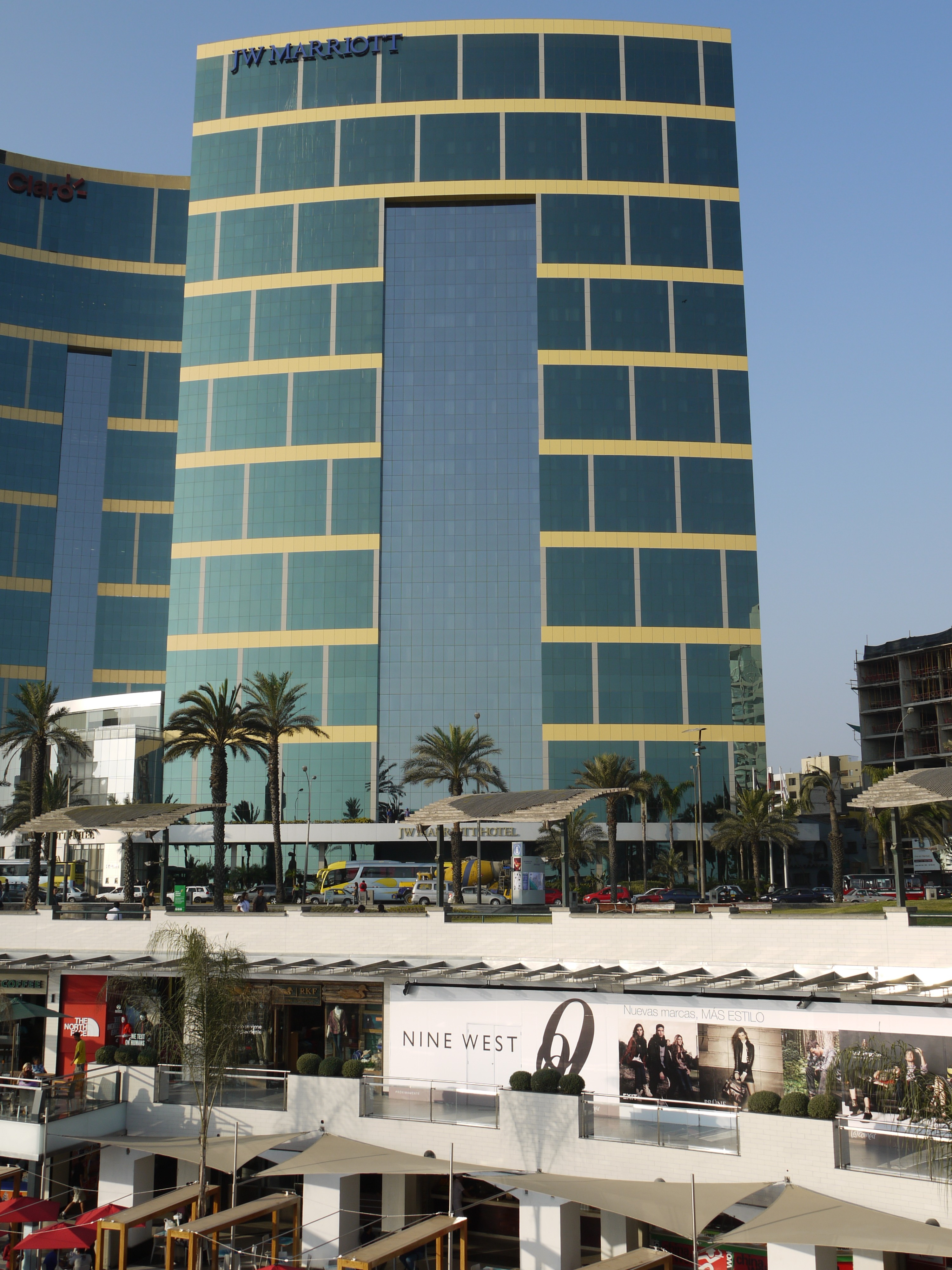
Hotel Marriott em Lima, Peru
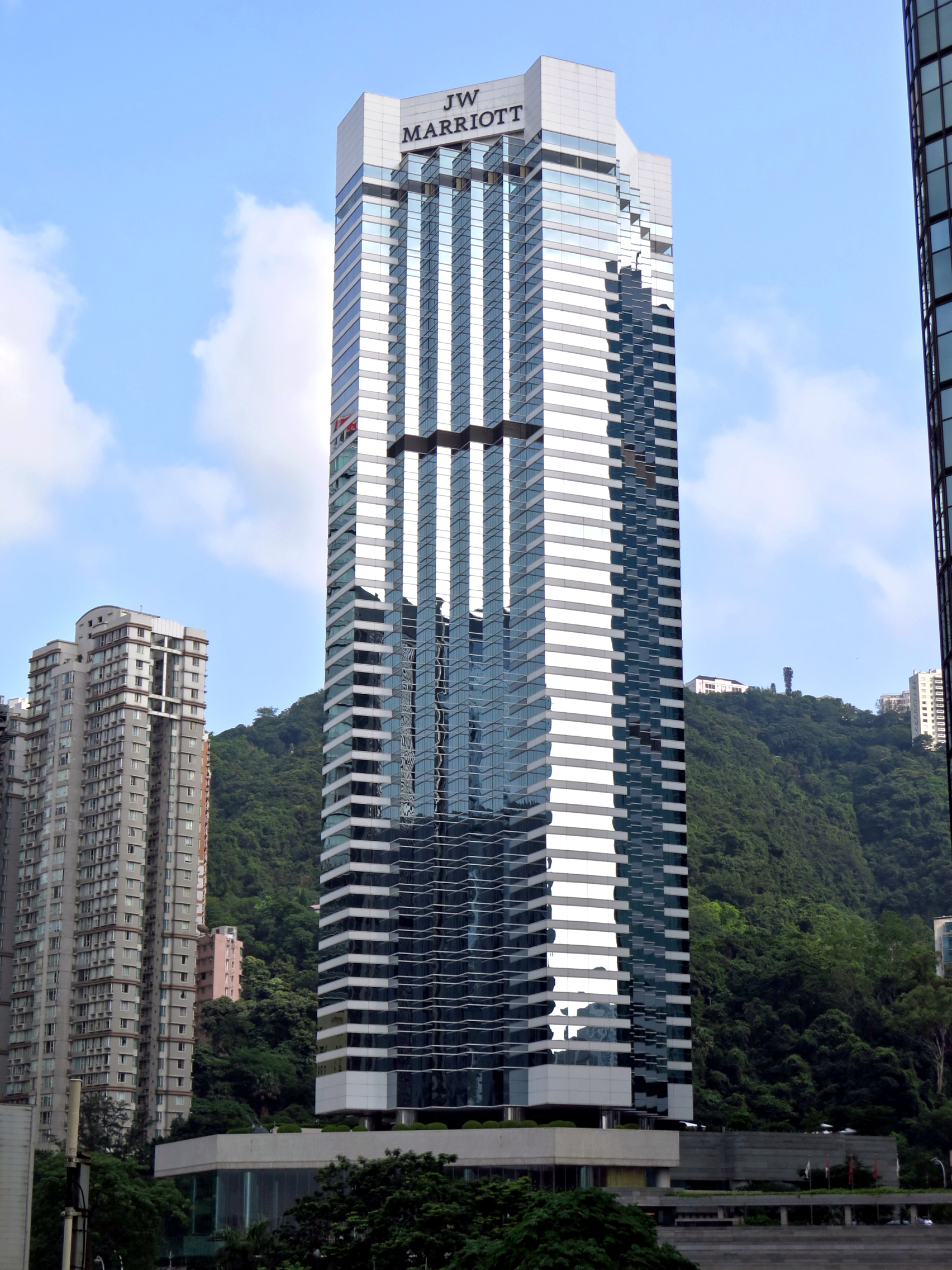
Hotel Marriott em Hong Kong, China
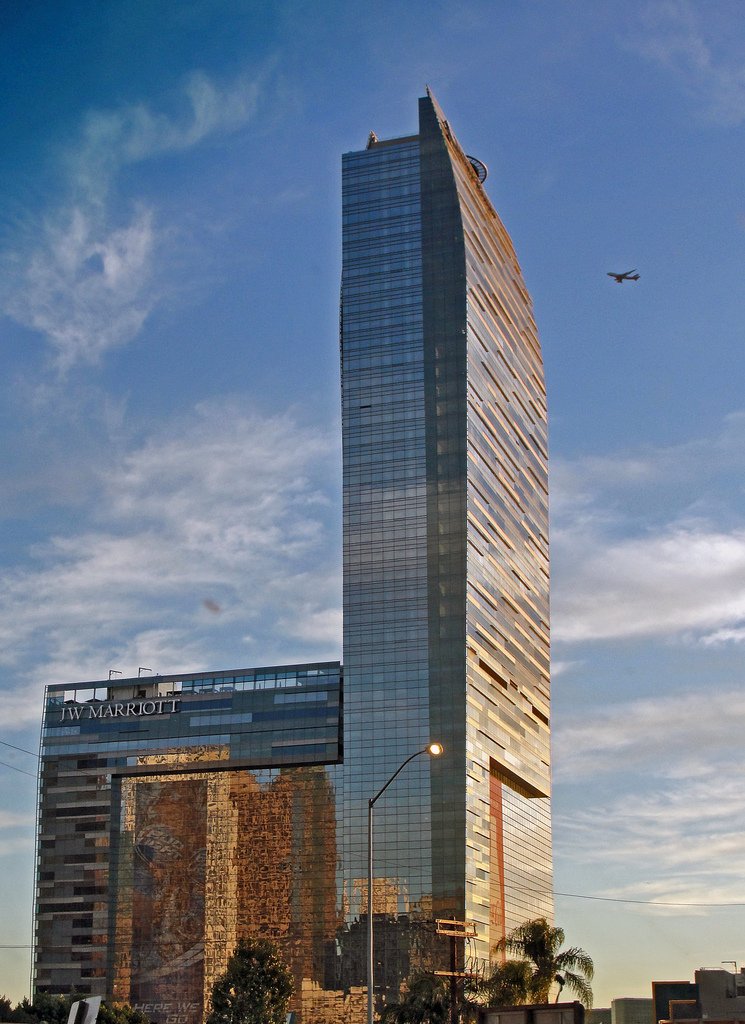
Hotel Marriott em Los Angeles, Estados Unidos
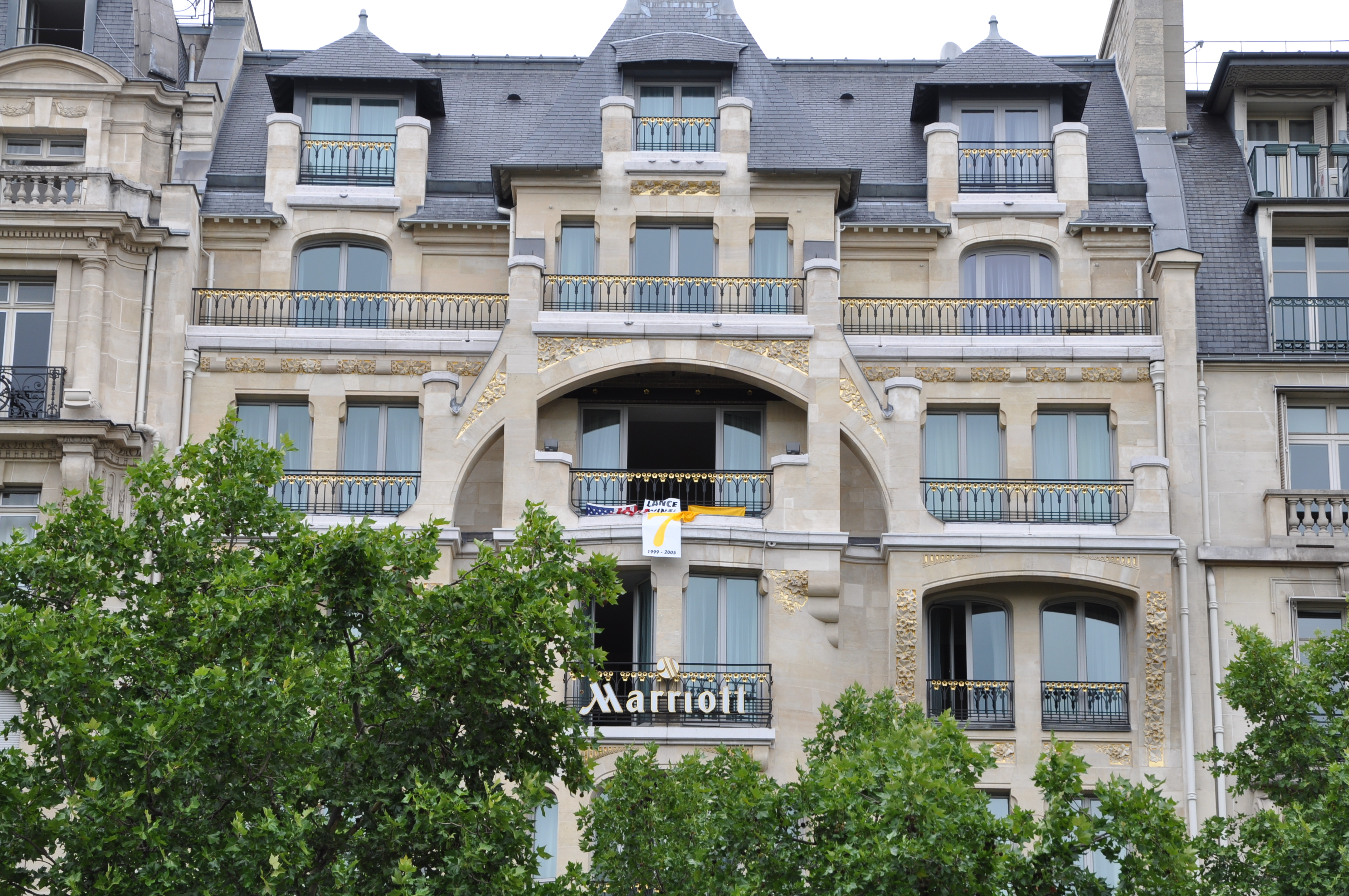
Hotel Marriott em Paris, França